# Kultura polityczna
Kultura polityczna (ang. political culture) – ogół postaw, wartości i wzorów zachowań dotyczących wzajemnych stosunków władzy i obywateli. Jest to pojęcie z zakresu badań socjologii i politologii, a w szczególności z zakresu badań socjologii polityki.

## Geneza pojęcia
Amerykańscy socjologowie polityki twierdzą, że myślenie o rzeczywistości politycznej w sposób łączący cechy instytucji politycznych z obyczajami obywateli i ich stosunkiem do nich zapoczątkowali już filozofowie starożytni. Platon w Państwie stwierdza, że musi istnieć tyle postaci charakterów ludzkich, ile jest postaci ustrojów państwowych. Kwestiami zbliżonymi do kultury politycznej zajmowali się także Machiavelli, John Locke, Thomas Hobbes i Monteskiusz, jednak pojęcie kultury politycznej wtedy jeszcze nie istniało.
Jednym z pierwszych Polaków, który użył tego pojęcia, był prawnik Józef Jan Siemieński w 1916 roku na odczycie na Uniwersytecie Warszawskim o Konstytucji 3 maja. W okresie międzywojennym pisał: "Kulturę polityczną należy rozumieć jako dorobek narodu w dziedzinie instytucji prawnoustrojowych". Do tego nurtu nawiązywał Kazimierz Biskupski, pisząc na początku lat sześćdziesiątych dwudziestego wieku: "Kultura polityczna to poglądy, idee i teorie, normy postępowania oraz faktyczne działania jednostek i grup w ramach współżycia państwowego"
W politologii amerykańskiej kluczowe znaczenie miała praca Gabriela A. Almonda i Sidneya Verby Civic Culture: Political Attitudes and Democracy in Five Nations wydana w 1963 roku i opisująca badania nad kulturą polityczną w Stanach Zjednoczonych, Wielkiej Brytanii, Włoszech, Niemczech i Meksyku.

## Koncepcja Jerzego J. Wiatra
Kultura polityczna to ogół postaw, wartości i wzorów zachowań dotyczących wzajemnych stosunków władzy i obywateli.
Do kultury politycznej zaliczyć można:
- wiedzę o polityce, znajomość faktów, zainteresowanie nimi;
- ocenę zjawisk politycznych, sądy wartościujące tego, jak powinna być sprawowana władza;
- emocjonalną stronę postaw politycznych, jak miłość do ojczyzny, czy nienawiść do wrogów;
- uznane w społeczeństwie wzory zachowań politycznych, które określają jak można i jak należy postępować w życiu politycznym.

Definicja ta nawiązuje do definicji wprowadzonej przez Gabriela Almonda, uważanego za pioniera problematyki kultury politycznej w nauce światowej.

## Koncepcja Gabriela Almonda i Binghama G. Powella
Kultura polityczna jest wzorem indywidualnych postaw i orientacji wobec polityki, występujących wśród członków systemu politycznego. Jest dziedziną subiektywną, leżącą u podstaw działań politycznych i nadającą im znaczenia.
Indywidualne orientacje obejmują następujące składniki:
- orientacje poznawcze – na temat przedmiotów i przekonań politycznych, dokładne lub niedokładne;
- orientacje uczuciowe – poczucie przywiązania, zaangażowania, odrzucenia w stosunku do przedmiotów politycznych;
- orientacje oceniające – oceny i opinie na temat przedmiotów politycznych, co zakłada zastosowanie standardów oceniających do przedmiotów i zdarzeń politycznych[5]

## Koncepcja Władysława Markiewicza
Władysław Markiewicz stwierdza: "poprzez kulturę polityczną społeczeństwa rozumiem te historycznie ukształtowane elementy w globalnie pojętej kulturze, które dotyczą wartości uznawanych i pożądanych przez daną zbiorowość, odnoszących się przede wszystkim – chociaż nie wyłącznie – do władzy państwowej. Należą do niej zatem także kryteria, według których społeczeństwo zwykło oceniać politykę państwa i solidaryzować się lub przeciwstawiać się kierunkom działania władzy oraz jej organów i to zarówno w dziedzinie wewnętrznej, jak i zagranicznej".
Wskazuje następujące elementy tworzące kulturę polityczną: świadomość historyczną, zachowania polityczne i postawy polityczne, przywództwo polityczne, reguły gry politycznej, zasady edukacji politycznej. Elementy te pozostają ze sobą w związku i składają się łącznie na kulturę polityczną.

## Podkultury polityczne
W ramach ogólnie rozumianej kultury politycznej społeczeństwa można wyróżnić różne podkultury polityczne:
- regionalne lub narodowościowe: na przykład wyróżnienie w ramach jugosłowiańskiej kultury politycznej trzech typów regionalno-narodowościowych[7] czy odróżnienie stołecznej podkultury politycznej[8];
- odmiennych doświadczeń historycznych, na przykład wskazanie pewnych różnic w kulturach politycznych dawnych zaborów rosyjskiego, niemieckiego i austriackiego w Polsce[9];
- części składowych systemu politycznego: na przykład kultury politycznej elity[10] czy kultury politycznej reżimu i kultury politycznej społeczeństwa[11].

## Typy kultur politycznych

### Gabriel Almond i Sidney Verba
W ujęciu amerykańskich socjologów Almonda i Verby można wyróżnić trzy czyste typy kultury politycznej:
- parafialna kultura polityczna – poddani wykazują całkowity brak zainteresowania systemem politycznym; charakterystyczna dla kultur politycznych prymitywnych plemion afrykańskich;
- poddańcza kultura polityczna – z silną orientacją skierowaną ku systemowi politycznemu i jego efektom, ale niską w stosunku do aktywnego w nim uczestnictwa;
- uczestnicząca kultura polityczna – gdzie obywatele czynnie zainteresowani są nie tylko tym, co system polityczny im daje, ale także tym, jak mogą w tym systemie uczestniczyć.

W historii według nich przeważają jednak mieszane typy kultury politycznej: parafialno-poddańczy, poddańczo-uczestniczący oraz parafialno-uczestniczący.

### Jerzy J. Wiatr
Według polskiego socjologa Jerzego J. Wiatra punktem wyjścia typologii kultur politycznych powinno być "historyczne, konkretne ujęcie kultury politycznej jako związanej z ustrojami politycznymi i leżącymi u ich podstaw formacjami społeczno-politycznymi". Kultury polityczne występujące w tej samej formacji mają pewne cechy wspólne.
Wyróżnić można następujące typy kultury politycznej i ich odmiany:
1. Tradycyjna kultura polityczna – odpowiadająca formacji niewolniczej i formacji feudalnej, charakteryzująca się:
- uznaniem sakralnego charakteru władzy – władza pochodzi od boga;
- zgodą na to, że uprawnienia poddanego i uprawnienia władzy wobec poddanego regulowane są przez normy tradycyjne;
- niezmiennością systemu politycznego i podstawowych jego norm.

Występuje w trzech odmianach:
- tradycyjna kultura plemienna – odznacza się znaczną władzą wiecu[15] i istotnymi ograniczeniami nakładanymi na władcę, który jest przełożonym, a nie panem w stosunku do członków plemienia;
- tradycyjna kultura teokratyczna – władca jest namiestnikiem boga lub jest uważany za boga; władza jego znajduje ograniczenie jedynie w tym, jak rozumie się wolę boga; jest charakterystyczna dla ludów, których system polityczny tworzony jest przez proroków nowej religii;
- tradycyjna kultura despotyczna – stosunek poddanych do władcy jest oparty na uznaniu jego absolutnej, niczym nie ograniczonej władzy nad nimi; władca jest panem i właścicielem wszystkich poddanych i należących do niego dóbr.

Elementy kultury plemiennej bywają łączone z elementami kultury teokratycznej. Despotyczna kultura polityczna może się nie ukształtować w pełni i powstaje mieszana kultura polityczna z elementami kultury plemiennej i kultury despotycznej.
2. Kultura polityczna stanowej demokracji – występująca w formacji feudalnej, charakteryzująca się tym, że:
- wielka część, a często większość ludności jest pozbawiona wszelkiego udziału w systemie politycznym, a nawet wszelkich praw osobistych;
- prawa polityczne gwarantują udział w rządzeniu i kontrolę nad sprawującymi władzę uprzywilejowanej stanowo mniejszości.

Wyróżnić można dwie odmiany:
- patrycjuszowska kultura polityczna – w niektórych miastach greckich, w Rzymie republikańskim i w niektórych miastach średniowiecza; tu ograniczona skala miejskich demokracji patrycjuszowskich stwarzała możliwość rozwinięcia się norm i własności typowych dla demokracji bezpośredniej;
- szlachecka kultura polityczna – występująca na przykład w Polsce i Anglii okresu późnego średniowiecza i wczesnych czasów nowożytnych; panująca na większych przestrzeniach państwa tworzyć musiała instytucje, a co za tym idzie również wartości i normy postępowania charakterystyczne dla systemu przedstawicielskiego.

3. Burżuazyjna kultura polityczna – w formacji kapitalistycznej, opisywana przez Jerzego J. Wiatra jako polityczna kultura masowa, charakteryzująca się tym, że jest to kultura nie jakiejś wyodrębnionej klasowo mniejszości, ale szerokiego ogółu. Udział w polityce zostaje rozszerzony na wszystkie klasy społeczne.
Wyróżnić można dwa typy:
- kultura demokratyczna – cechuje ją aktywność obywateli, ich zaangażowanie w sprawy funkcjonowania systemu politycznego, akceptacja praw i swobód obywatelskich oraz zasady kontroli rządzonych nad działalnością rządu, uznanie pluralizmu i gry sił politycznych;
- kultura autorytarna – uznaje silną i niekontrolowaną władzę za ideał państwa, bez potrzeby demokratycznych praw i swobód obywatelskich; jest charakterystyczna dla różnego rodzaju reżimów wodzowskich, militarystycznych i faszystowskich XX wieku, a także wielu krajów postkolonialnych rządzonych przez wojskowych.

4. Socjalistyczna kultura polityczna – miała dominować w formacji socjalistycznej i stawać się kulturą demokratycznego uczestnictwa w rządzeniu przez najszersze masy społeczeństwa, jednak według Jerzego J. Wiatra trudno jest mówić o "ukształtowaniu się jednego typu kultury politycznej państw socjalistycznej". W jednych państwach dominował autorytarny typ kultury poddańczej, w innych istniał mieszany typ kultury demokratyczno-autorytarnej.

## Poziomy i funkcje
Aleksandra Opałek-Orzechowska i Andrzej Korybski wyróżniają w kulturze politycznej społeczeństwa – rozumianej jako całokształt wytworzonych na podstawie potrzeb i interesów społeczeństwa wartości, instytucji i norm politycznych, a także tych elementów kulturowych świadomości politycznej, które stanowią ich odzwierciedlenie i ocenę – poziomy i funkcje, łącząc ją z systemem politycznym.
Kultura polityczna jest w tej koncepcji wytworem interesów i działań politycznych, a zarazem przez te działania się przejawia, porządkuje je, integruje i reguluje. Jest niezbędna dla istnienia i rozwoju systemu politycznego.
Rozważana na tle konkretnego systemu politycznego kultura polityczna tworzy trzy poziomy:
- Poziom ogólny, na którym mieści się model kultury politycznej jako ideał funkcjonowania określonego typu systemu politycznego; model ten jest wyprowadzany z układu wartości ideologicznych tego typu jako wyraz potrzeb i interesów ogólnospołecznych.
- Poziom średni zajmują modele kultury politycznej poszczególnych dużych grup społecznych, wyprowadzone z wartości politycznych tych grup.
- Poziom najniższy tworzą rzeczywiście działające w obrębie systemu politycznego wartości, normy, instytucje oraz treści świadomości politycznej, obejmujące całość dokonywanych przez jednostki i grupy działań w systemie politycznym.

W odniesieniu do systemu politycznego kultura polityczna pełni trzy podstawowe funkcje:
- Funkcja socjalizacyjna (socjalizacji politycznej) rozumiana jako proces wchodzenia członków społeczeństwa w kulturę polityczną, dokonywany przez nabywanie wiedzy politycznej, kształtowanie się poglądów, opinii i postaw politycznych na gruncie pewnych systemów wartości.
- Funkcja integracyjna (integracji politycznej) polega na oddziaływaniu ogólnego modelu kultury politycznej na faktycznie istniejącą kulturę polityczną całego społeczeństwa i jego podkultury w kierunku co najmniej ich zasadniczej zgodności co do podstawowych założeń struktury i funkcjonowania systemu oraz głównych wartości polityczne z treścią ogólnego modelu kultury politycznej.
- Funkcja regulacyjna (regulacji działań politycznych), dotycząca tworzenia i utrwalania norm i instytucji określających zasady funkcjonowania systemu politycznego, ujmujących w jednolite ramy działania polityczne wewnątrz tego systemu; narzuca sformalizowane sposoby działania politycznego, porządkujące i hierarchizujące rozbieżne dążenia społeczne; pozwala na umocnienie istnienia i rozwoju systemu politycznego.

Kultura polityczna funkcjonująca w danym społeczeństwie i obejmująca swoim zasięgiem jego całość powstaje jako wypadkowa modelu kultury politycznej systemu oraz podkultur politycznych istniejących w jego obrębie.
Na kulturę polityczną wpływają również kultury polityczne innych społeczeństw. Poszczególne elementy kultury politycznej, przeniesione w czasie lub przestrzeni, mogą stać się integralnym elementem kultury politycznej innego społeczeństwa.

## Kultura obywatelska

### Gabriel Almond i Sidney Verba
Kultura obywatelska (ang. civic culture) to kultura uczestnicząca, w której elementy parafialnej kultury politycznej i poddańczej kultury politycznej nie zostały całkowicie usunięte, ale włączone w kulturę polityczną. Obywatele zachowują bardziej tradycyjne ich cechy. Jest najbardziej charakterystyczna dla systemów demokratycznych.
W tej koncepcji kultura obywatelska jest jednym z typów mieszanych kultury politycznej.

### Edmund Wnuk-Lipiński
Kultura obywatelska, podobnie jak kultura polityczna, zachodzą w przestrzeni życia publicznego (którą bada socjologia życia publicznego). Życie publiczne składa się z aktywności politycznych i z aktywności apolitycznych. W obrębie aktywności politycznych – takich jak kandydowanie i głosowanie w wyborach, udział w demonstracjach, pisanie petycji, wyrażanie opinii politycznych, organizowanie się wokół celów politycznych – realizuje się tylko polityczna część roli obywatelskiej. Obok niej rola obywatelska może być realizowana w takich apolitycznych aktywnościach, jak działalność charytatywna i pomocowa, samoorganizacja wokół politycznych celów, działalność edukacyjna i promująca pewne style życia. Kultura obywatelska obejmuje zarówno polityczne jak i apolityczne aktywności obywatela.
Na wysoką kulturę obywatelską składa się społeczny zasób zaufania, norm i powiązań; wzajemnie wzmacnia się ona i kumuluje. Dzięki temu wytwarza się pozytywy stan równowagi społecznej odznaczający się wysokim stanem współpracy między obywatelami określonej wspólnoty, dużym zaufaniem, regułą odwzajemniania uczynności, znacznym zaangażowaniem obywatelskim.
O niskiej kulturze obywatelskiej mówi się wtedy, kiedy zaufanie do innych jest znikome, a tolerancja dla odmiennych racji niezbyt wysoka, przeważa dążenie do realizacji interesów charakterystycznych dla danej grupy, bez względu na skutki dla większej społeczności. Na niską kulturę obywatelską składa się partykularyzm, wzajemny brak zaufania w społeczeństwie, wykorzystywanie innych i ucieczka w prywatność – co może spowodować stagnację społeczną i ekonomiczną. Prowadzi do maksymalizacji korzyści kosztem otoczenia społecznego; myślą wtedy, że inni czynią podobnie.
Kultura obywatelska w tej koncepcji jest zjawiskiem szerszym niż kultura polityczna, a kultura polityczna może być potraktowana jako część składowa kultury obywatelskiej.

## Dziedzictwo polityczne
Dziedzictwo polityczne obejmuje stosunek polityki do gospodarki, funkcjonowanie władzy politycznej oraz stosunek władzy do ideologii w przeszłości danego społeczeństwa.
Jest częścią dziedzictwa kulturowego, rozumianego tu jako "wszelkie kierunki działania społeczeństwa – w sferze produkcyjnej, politycznej, duchowej, odnoszące się do działania wielu ludzi. Stosunek do dziedzictwa kulturowego w znacznym stopniu zależy od celów stojących przed praktykami i ideologami konkretnego etapu rozwoju społeczno-kulturowego".
Analiza kultury politycznej dokonywana z punktu widzenia dziedzictwa politycznego zakłada studiowanie na każdym etapie rozwoju kultury:
- instytucjonalnych i nieinstytucjonalnych form politycznej organizacji społeczeństwa;
- norm i standardów działalności politycznej;
- politycznego myślenia.

Analiza ta pozwala uwzględnić nie tylko istniejące interesy społeczne i ich odzwierciedlenie w polityce, lecz także ich korzenie w przeszłości. Pozwala uwzględnić, jakie tradycje polityczne odbijają się w kierunkach działania politycznego jednostek.